# 9448 Donaldavies
A 9448 Donaldavies (ideiglenes jelöléssel 1997 LJ3) a Naprendszer kisbolygóövében található aszteroida. A Spacewatch program keretében fedezték fel 1997. június 5-én.